# 750-lecie Gorzowa Wielkopolskiego

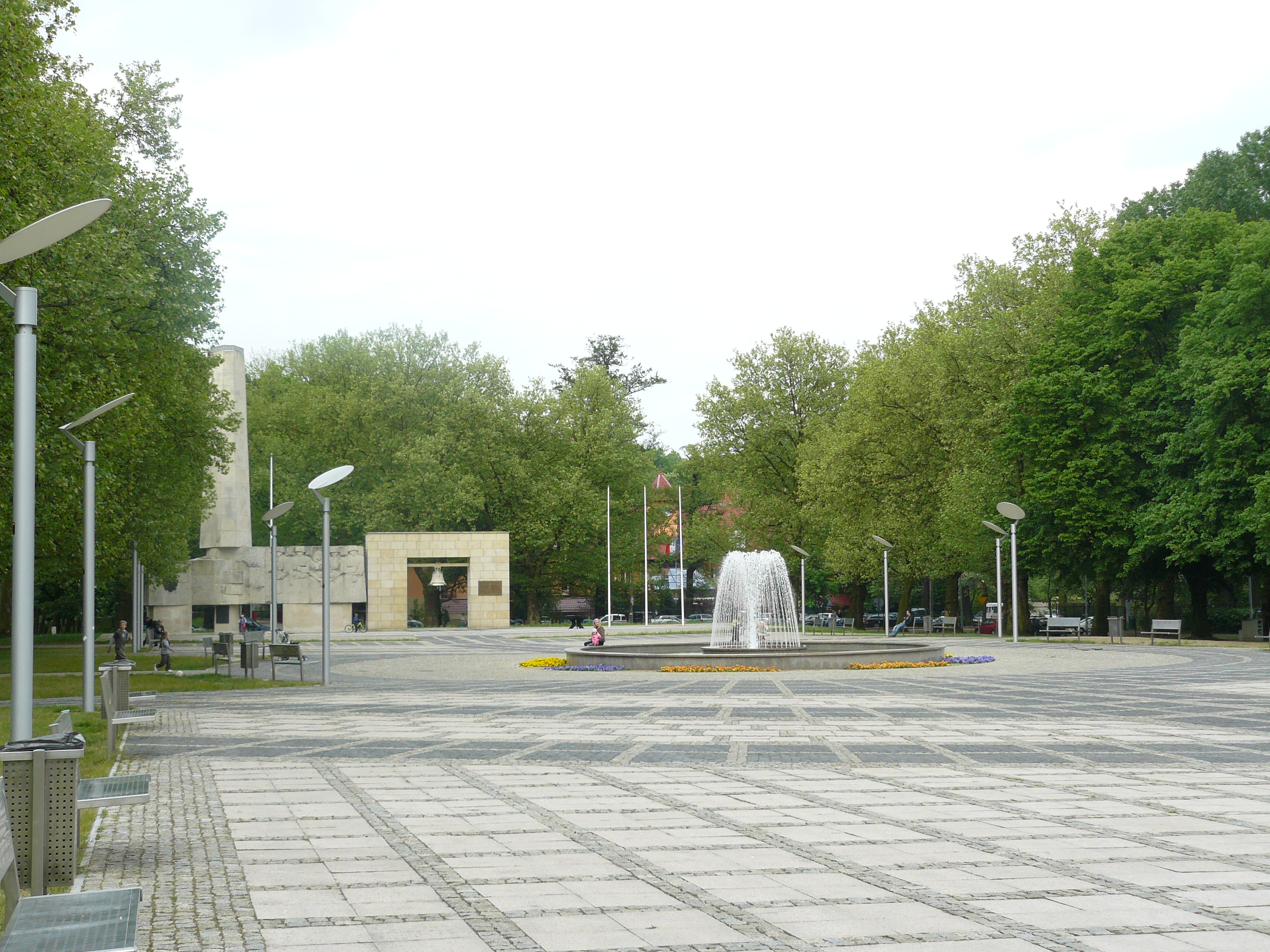
Plac Grunwaldzki z Dzwonem Pokoju

750-lecie Gorzowa Wielkopolskiego to całoroczne obchody siedemset pięćdziesiątej rocznicy uzyskania praw miejskich przez Gorzów Wielkopolski. Głównym dniem obchodów był 2 lipca 2007 – tego dnia miejsce miały takie wydarzenia jak:

1. Federalny zjazd landsberczyków,
2. Uderzenie w Dzwon Pokoju,
3. Jubileuszowa sesja Rady Miasta,
4. Premiera filmu „Wspomnienia z miasta G.” powstałego na podstawie wspomnień uczniów jednej z klas pierwszej w powojennym Gorzowie,
5. „Gorzów w dokumentach archiwalnych” – wystawa najstarszych oryginalnych dokumentów dotyczących historii miasta, w tym aktu lokacji miasta z 1257 roku,
6. „Gorzów w mojej pamięci” – ogłoszenie wyników konkursu na wspomnienia,
7. 750 muzyków na 750-lecie miasta, występy artystyczne.